# プレッドヴォル
プレッドヴォル(Preddvor)は、スロベニアの市である。